# Будали, Тарек
Тарек Будали (родился 5 ноября 1979 года в Париже) — французский актёр, сценарист и кинорежиссёр.
Он является членом комической труппы La Bande à Fifi с Филиппом Лашо. Приобрел известность за свою роль Сэма в фильме Superнянь и за роль Кадера Бен Газавира в сериале En Famille на канале M6.

## Биография
Тарек Будали, марокканец по происхождению, имеет высшее техническое образование (BTS) Negociation Relation Client (NRC).

### Карьера
В 2012 году он присоединился к актерскому составу ситкома на канале M6 En famille, где сыграл роль Кадера, молодого отца. По окончании 7 сезона, в 2018 году, он покинул сериал.
Затем он добился успеха в кино снявшись в «Superнянь», выпущенным в 2014 году, и второй части фильма, выпущенным в 2015 году, «Superнянь 2», со своими друзьями Жюльеном Аррути и Филиппом Лашо.
В феврале 2017 года команда выпускает новый фильм Alibi.com после долгой рекламной кампании для встречи с фанатами. Также в 2017 году Тарек снял свой первый фильм, Épouse-moi mon pote, в котором сыграл главную роль вместе с Филиппом Лашо и Жюльеном Аррути.
В 2018 году он присоединился к труппе Enfoirés, , но не участвует в ней с 2020 года.
В 2019 году он дублировал Сергея в «Тайной жизни домашних животных 2».
14 октября 2020 года Будали становится режиссёром фильма «Коп на драйве».

## Театр
- 2008 — Qui a tué le mort ? (с La Bande à Fifi)

## Фильмография

### Актер

#### Кинематограф
- 2010 — «Сердцеед» Паскаля Шомеля — директор отеля Monte Carlo Bay
- 2010 — «Итальянец» Оливье Бару — Карим Бен Сауд
- 2013 — «Париж любой ценой» Рим Хериери — Тарек
- 2014 — «Superнянь» Филиппа Лашо и Николя Бенаму — Сэм Эль Алауид
- 2015 — «Superнянь 2» Филиппа Лашо и Николя Бенаму — Сэм Эль Алауид
- 2017 — «SuperАлиби» от Филиппа Лашо — Мехди
- 2017 — «Женись на мне, чувак» — Ясин
- 2018 — «Плейбой под прикрытием» Филиппа Лашо — Пончо, муниципальный агент
- 2018 — «Brillantissime» Мишель Ларок — парашютист
- 2020 — «Коп на драйве» — Райан
- 2021 — «Суперчел»
- 2022 — «Не звезди!»
- 2023 — «SuperАлиби 2» от Филиппа Лашо — Мехди
- 2023 —  «Superкопы: Миссия Бабушка» (Коп на драйве 2) — Райан

#### Дубляж
- 2019 — «Тайная жизнь домашних животных 2» Криса Рено — Сергей.

#### Телевидение
- 2012—2018 — En famille — Кадер Бен Газавира (сезоны с 1 по 7)
- 2015 — Peplum Филиппа Лефевра — мальчик на побегушках Клеопатры (1 эпизод)

### Режиссёр
- 2017 — «Женись на мне, чувак»
- 2020 — «Коп на драйве»
- 2023 — «Superкопы: Миссия Бабушка»

### Сценарист
- 2014 — «Superнянь» Филиппа Лашо
- 2017 — «Женись на мне, чувак»
- 2020 — «Коп на драйве»
- 2023 —  «Коп на драйве 2»

## ТВ шоу
- 2020 — Show Must Go Home(TF1)
- 2020 — District Z (TF1)